# Rhytiphora nigroscutellata
Rhytiphora nigroscutellata là một loài bọ cánh cứng trong họ Cerambycidae.